# Volksabstimmungen in der Schweiz 1910
Dieser Artikel bietet eine Übersicht der Volksabstimmungen in der Schweiz im Jahr 1910.
In der Schweiz fand auf Bundesebene eine Volksabstimmung statt, im Rahmen eines Urnengangs am 23. Oktober. Dabei handelte es sich um eine Volksinitiative.

## Abstimmung am 23. Oktober 1910

### Ergebnis
| Nr. | Vorlage                                                                | Art | Stimm- berechtigte | Abgegebene Stimmen | Beteiligung | Gültige Stimmen | Ja      | Nein    | Ja-Anteil | Nein-Anteil | Stände | Ergebnis |
| --- | ---------------------------------------------------------------------- | --- | ------------------ | ------------------ | ----------- | --------------- | ------- | ------- | --------- | ----------- | ------ | -------- |
| 70  | Eidgenössische Volksinitiative «für die Proporzwahl des Nationalrates» | VI  | 823'679            | 513'534            | 62,34 %     | 505'499         | 240'305 | 265'194 | 47,54 %   | 52,46 %     | 12:10  | nein     |

### Proporzwahl des Nationalrats

Abstimmungsplakat von Melchior Annen

Knapp zehn Jahre nach dem Scheitern der ersten Volksinitiative zur Einführung des Proporzwahlrechts bei Nationalratswahlen starteten Sozialdemokraten, Katholisch-Konservative und Liberalkonservative einen neuen Versuch. Mit der Beseitigung des Majorzwahlverfahrens wollten sie die seit der Gründung des modernen Schweizer Bundesstaates anhaltende Dominanz der Freisinnigen beenden und sich selbst eine angemessene Vertretung sichern. In nur vier Monaten sammelten sie 142'263 Unterschriften (die bis anhin zweithöchste Unterschriftenzahl) und reichten die Initiative im Juni 1910 ein. Der Bundesrat wies sie entschieden zurück und zeigte sich in geradezu überheblicher und polemischer Weise darüber erstaunt, «schon wieder den Ruf nach dem Proporz zu hören» und fragte spöttisch, ob es überhaupt «irgendwelche zwingenden Gründe politischer Natur» gebe. Auch die Auseinandersetzung im Parlament wurde erbittert geführt, da die Freisinnigen um ihren absoluten Machtanspruch fürchteten. Die freisinnige Parlamentsmehrheit empfahl die Initiative deutlich zur Ablehnung. Im Herbst 1910 entbrannte ein heftiger Abstimmungskampf, den dieselben Akteure mit ähnlichen Argumenten ausfochten wie zehn Jahre zuvor. Die Freisinnigen setzten den Proporz mit politischer Dekadenz gleich und bezeichneten das neue System als «reaktionäres Machwerk», da die Volksvertreter zu «Drahtpuppen der Parteikomitees» degradiert würden. Die Befürworter hielten dem entgegen, dass der Proporz die Minderheiten schütze, die Unterdrückung politischer Überzeugungen verhindere und ein Prinzip der höheren Gerechtigkeit sei. Stärker noch als 1900 waren klassenkämpferische Töne auszumachen. Ein letztes Mal gelang es den Freisinnigen, ihre Vormachtstellung zu verteidigen: Während die Mehrheit der Stimmberechtigten die Vorlage knapp ablehnte, resultierte ein Ständemehr.